# Heidrun Meißner
Heidrun Meißner (* 24. Januar 1944 in Köthen) ist eine deutsche Politikerin (SPD). Sie war von 1995 bis 1999 Mitglied im Berliner Abgeordnetenhaus.

## Leben
Heidrun Meißner absolvierte nach dem Abitur 1962 und einer Ausbildung zur Tiefbauzeichnerin ein Studium als Wasserbauingenieurin an der TH Dresden mit Abschluss 1969. Anschließend war sie bis 1983 als Projektingenieurin tätig. Danach war sie bis 1990 in der Forschungsanstalt für Schiffahrt, Wasser- und Grundbau und schließlich bei der Wasser- und Schifffahrtsdirektion Ost beschäftigt. Dort leitete sie u. a. die Planungen für den Neubau des Schiffshebewerks Niederfinow. Im Jahr 2009 ging sie in den Ruhestand.

## Partei und Politik
Meißner gehört der SPD seit 1989 an und war eine der Mitbegründerinnen der Partei in Berlin-Treptow. Von 1990 bis 1995 vertrat sie ihre Partei als Vorsteherin der Bezirksverordnetenversammlung von Treptow. Anschließend hatte sie bis 1999 ein Mandat im Abgeordnetenhaus von Berlin inne. Sie wurde über die Bezirksliste Treptow gewählt.

## Ehrungen
- 2017: Bundesverdienstkreuz am Bande